# Dallas Mavericks 2016-2017
La stagione 2016-2017 dei Dallas Mavericks è stata la 37ª stagione della franchigia nella NBA.